# Доценко, Игорь Дмитриевич
И́горь Дми́триевич Доце́нко (16 июля 1953, Изяслав, Хмельницкая область, Украинская ССР, СССР — 7 декабря 2014, Санкт-Петербург, Россия) — советский и российский барабанщик, участник известных рок-групп «Синяя птица», «ДДТ» и «Чиж & Co».

## Биография
В возрасте двух лет оказался в Калуге. С 1955 года с родителями и старшим братом проживал в районе Черёмушки. С 1960 года начал посещать среднюю школу № 10. С 7-го класса — участник школьного ВИА. Любимый инструмент — барабаны. Незадолго до окончания 8 класса и получения свидетельства о неполном среднем образовании его старший брат попал в тюрьму с максимальным сроком в СССР — 15 лет строгого режима. Так как преступление, совершённое братом, имело косвенное отношение к школе № 10, то Игорь посчитал невозможным продолжать обучение.
Начало и первую половину 1970-х провёл, играя в разных ресторанах города. Проходя службу в войсках связи, попал в музыкальную роту, где два года играл на барабане. Кумирами Доценко на протяжении жизни оставались Don Brewer (Grand Funk) и John Henry Bonham (Led Zeppelin).
В начале мая 1978 года в составе калужского Дома культуры «Строитель» ВИА «Листья» с Доценко выезжает в город Куйбышев (Самара) для участия во Всесоюзном конкурсе, посвящённом XI Всемирному фестивалю молодёжи и студентов на Кубе «Вива, Куба». Незадолго до этого события в СССР проходили гастроли испанского певца Мичела Сампер Пейро. После посещения концерта Доценко познакомился с музыкантами певца, нашёл общий язык с барабанщиком коллектива. Тогда же получил в подарок от гостей набор тарелок американской фирмы Zildjian. По результатам фестиваля «Листья» не остались незамеченными, Доценко получил звание Лауреата и всесоюзный диплом как «Лучший джазовый барабанщик Советского Союза». Там же, в Куйбышеве, познакомился с братьями Михаилом и Робертом Болотными из Белоруссии. В августе 1979 года покончил жизнь самоубийством один из ближайших друзей Владимир Шурыгин. Это ужасное событие, по словам Доценко, придало ему сил и уверенности в необходимости развивать свой талант и постараться оставить заметный след в становлении советского рока.
В 1982 году, работая в составе ВИА «Синяя птица», он переехал в Ленинград, где жил до самой смерти. В 1986 году спродюсировал альбом группы «Нокаут», а той же осенью был приглашён Юрием Шевчуком в состав «ДДТ». Также участвовал в записи альбома группы «Nautilus Pompilius» («Человек без имени»), Юрия Морозова, Александра Ляпина, Вадима Курылёва, группы «Шива».
В июне 2010 года Игорь Доценко объявил об уходе из группы «ДДТ», в составе которой он проработал двадцать четыре года. С осени 2010 года Доценко возобновил музыкальную карьеру в группе «Чиж & Co».
Скончался на 62-м году жизни утром 7 декабря 2014 года после борьбы с раком, у него была последняя стадия болезни. Похоронен на кладбище деревни Даймище Гатчинского района.

## Дискография
Nautilus Pompilius
- 1989 — Человек без имени

Александр Ляпин
- 1994 — Ностальгия по холодному пиву

АлисА
- 2000 — Солнцеворот

Бекхан
- 2008 — Покаяние

Вадим Курылёв
- 1990 — Никто
- 1996 — Булавка для бабочки
- 2001 — Дождаться Годо

ДДТ
- 1987 — Я получил эту роль
- 1991 — Оттепель
- 1991 — Пластун
- 1992 — Актриса Весна
- 1993 — Чёрный пёс Петербург
- 1994 — Это всё… (сингл)
- 1994 — Это всё…
- 1996 — Любовь
- 1997 — Рождённый в СССР
- 1998 — Мир номер ноль (сингл)
- 1998 — Мир номер ноль
- 1999 — Просвистела
- 2000 — Метель августа
- 2002 — Единочество I
- 2003 — Единочество II. Живой
- 2003 — Песни
- 2004 — Город без окон. Вход
- 2004 — Город без окон. Выход
- 2005 — Пропавший без вести
- 2007 — Прекрасная любовь
- 2007 — Старый Год (сингл)
- 2011 — Иначе/P.S.

Дубы-Колдуны
- 1995 — Не повторяется такое никогда?

Захар Май + Шива
- 2003 — Чёрные вертолёты

Небо и земля
- 1989 — Музыка ХА-БА

Объект насмешек
- 2008 — Телетеррор

Рустэм Асанбаев и Нияз Абдюшев
- 1997 — Пассажир

Полковник и однополчане
- 1999 — Война и любовь

РОК-ГРУППА
- 2003 — Попса

Юрий Морозов
- Красная тревога. 1988 — 89 / Концерт с ДДТ на 6-м рок-фестивале

Синяя птица
- 1983 — «Синяя птица» во Дворце спорта в Лужниках

## Использовавшиеся инструменты

### Барабанная установка
- Drum Workshop Bass Drum: 22"
- Drum Workshop Tom-toms: 10", 12", 14", 16"
- Sonor Snare Drum: 14" × 6,5"
- Bass Drum Double Pedal — Drum Workshop DW5000HD Delta II

### Тарелки
- Zagrebin Hi-Hat 14"
- Zagrebin Custom 17" Crash
- Zagrebin Custom 18" Crash
- Zagrebin Custom China Type 19"
- Zagrebin Custom Heavy Ride 22"
- Zagrebin Custom Splash 12"

### Прочее
- Пластики «Remo»
- Барабанные палочки Leonty, Polygon DS`06